# Hilisoromi (Toma)
Hilisoromi is een bestuurslaag in het regentschap Nias Selatan van de provincie Noord-Sumatra, Indonesië. Hilisoromi telt 288 inwoners (volkstelling 2010).